# Eleição municipal de Caruaru em 2024
A eleição municipal da cidade brasileira de Caruaru ocorreu no dia 6 de outubro de 2024 (domingo), onde os 247.055 eleitores elegeram um prefeito, vice-prefeito e 23 vereadores para a administração da cidade, que se iniciou em 1° de janeiro de 2025 e terminará em 31 de dezembro de 2028.
O prefeito titular é Rodrigo Pinheiro, do PSDB, eleito vice na chapa de Raquel Lyra em 2020 e que assumiu depois da renúncia da titular para disputar o governo de Pernambuco em 2022, sendo considerado apto para concorrer à reeleição.

## Antecedentes
Nas eleições de 2020, 6 candidaturas foram registradas para disputar a prefeitura municipal. Raquel Lyra, candidata à reeleição pelo PSDB, foi eleita no primeiro turno com 114.466 votos, contra 32.910 do deputado estadual Delegado Lessa (PP) e 14.986 de Raffiê Dellon (PSD). Marcelo Rodrigues (PT), Marcelo Gomes (PSB) e Rafael Wanderley (UP) receberam, juntos, 7.229 votos.

## Calendário eleitoral
| Início        | Fim           | Atividades | Status    |
| ------------- | ------------- | --- | --------- |
| 7 de março    | 5 de abril    | Janela partidária para vereadores trocarem de partido visando concorrer às eleições sem perder o mandato. | Realizado |
| 6 de abril    | 6 de abril    | Data-limite para todas as legendas e federações partidárias obterem o registro dos estatutos no TSE e para todos os candidatos terem domicílio eleitoral na circunscrição em que desejam disputar as eleições com a filiação deferida pelo partido. | Realizado |
| 15 de maio    | 15 de maio    | Início da campanha de arrecadação prévia de recursos na modalidade de financiamento coletivo para pré-candidatos, sem realização de pedidos de voto e obedecendo a regras relativas à propaganda eleitoral na Internet.                             | Realizado |
| 20 de julho   | 5 de agosto   | Realização de convenções partidárias para deliberar sobre coligações e escolher candidatos às prefeituras e aos cargos de vereador. Os partidos têm até 15 de agosto para registrar os nomes na Justiça Eleitoral.                                  | Realizado |
| 16 de agosto  | 16 de agosto  | Início das campanhas eleitorais de forma igualitária, podendo qualquer publicidade ou manifestação com pedido explícito de voto antes da data ser considerada irregular e multada.                                                                  | Realizado |
| 30 de agosto  | 3 de outubro  | Veiculação da propaganda eleitoral gratuita no rádio e na televisão. | Realizado |
| 6 de outubro  | 6 de outubro  | Realização do primeiro turno das eleições municipais. | Realizado |
| 11 de outubro | 25 de outubro | Veiculação da propaganda eleitoral gratuita no rádio e na televisão para o segundo turno. | Realizado |
| 27 de outubro | 27 de outubro | Realização de um eventual segundo turno nas cidades com mais de 200 mil eleitores em que o candidato a prefeito mais votado não tenha atingido a metade mais um dos votos válidos.                                                                  | Realizado |

## Candidatos
| Nº | Prefeito  | Prefeito         | Prefeito                 | Prefeito | Vice-prefeito | Vice-prefeito | Vice-prefeito   | Vice-prefeito            | Vice-prefeito                            | Coligação                                                                          | Ref                     |
| Nº | Candidato | Candidato        | Partido Federação        | Cargos relevantes | Candidato(a)  | Candidato(a)  | Candidato(a)    | Partido Federação        | Cargos relevantes                        | Coligação                                                                          | Ref                     |
| -- | --------- | ---------------- | ------------------------ | --- | ------------- | ------------- | --------------- | ------------------------ | ---------------------------------------- | ---------------------------------------------------------------------------------- | ----------------------- |
| 12 |           | Zé Queiroz       | PDT                      | - Prefeito de Caruaru (1983–1988, 1993–1996 e 2009–2017) - Deputado estadual de Pernambuco (1979–1982, 1999–2008 e 2019–2023); |               |               | Tonynho         | MDB                      | - Empresário                             | Caruaru Mais Forte PDT, MDB, Republicanos, FE Brasil (PT, PCdoB e PV), UNIÃO e PSB | [ 6 ] [ 7 ] [ 8 ] [ 9 ] |
| 22 |           | Fernando Rodolfo | PL                       | - Deputado estadual de Pernambuco (2019–presente)                                                                              |               |               | Adélia Pinheiro | PL                       | - Jornalista e Redatora                  | Sem coligação                                                                      | [ 10 ]                  |
| 45 |           | Rodrigo Pinheiro | PSDB Fed. PSDB Cidadania | - Vice-prefeito de Caruaru (2017–2022); - Prefeito de Caruaru (2022–presente)                                                  |               |               | Dayse Silva     | PSDB Fed. PSDB Cidadania | - Assistente Social                      | Avança Caruaru Fed. PSDB Cidadania, PODE, PP, NOVO, Avante, PRD, PSD e Agir        | [ 11 ] [ 12 ]           |
| 50 |           | Michelle Santos  | PSOL                     | - Advogada |               |               | Rafael Guerra   | PSOL                     | - Fisioterapeuta e Terapeuta Ocupacional | Sem coligação                                                                      | [ 13 ] [ 14 ]           |
| 77 |           | Armandinho       | Solidariedade            | - Professor de Ensino Médio |               |               | Karla Vieira    | Solidariedade            | - Empresária                             | Renovação em Caruaru Solidariedade e DC                                            | [ 15 ]                  |
| 80 |           | Maria Santos     | UP                       | - Estudante |               |               | José Henrique   | UP                       | - Carpinteiro e Marceneiro               | Sem coligação                                                                      | [ 16 ]                  |

## Debates
Primeiro turno
De acordo com as regras eleitorais, as emissoras só poderão convocar para o debate os candidatos que obtiverem a concordância de pelo menos dois terços de candidatas e candidatos, no caso de eleição majoritária (cargo de prefeito), e de pelo menos dois terços dos partidos ou das federações com candidatas e candidatos, no caso de eleição proporcional (cargo de vereador). Caso não seja possível um acordo, as emissoras de rádio e televisão podem apresentar debates em conjunto para o cargo de prefeito, estando presentes todas as candidatas e todos os candidatos, ou em grupos, com a presença de, no mínimo, três pessoas.
| Data         | Organizador(es)          | Mediação       | Armandinho (Solidariedade) | Fernando Rodolfo (PL) | Maria Santos (UP) | Michele Santos (PSOL) | Rodrigo Pinheiro (PSDB) | Zé Queiros (PDT) | Ref    |
| ------------ | ------------------------ | -------------- | -------------------------- | --------------------- | ----------------- | --------------------- | ----------------------- | ---------------- | ------ |
| 1 de outubro | TV Jornal Interior (SBT) | Igor Maciel    | Presente                   | Presente              | Não convidada     | Presente              | Ausente                 | Presente         | [ 19 ] |
| 3 de outubro | TV Asa Branca (Globo)    | Almir Vilanova | Presente                   | Presente              | Não convidada     | Presente              | Ausente                 | Presente         | [ 20 ] |